# Rogata babica
Rogata babica (znanstveno ime Parablennius tentacularis) je vrsta morskih rib iz družine babic, ki je razširjena tudi v slovenskem morju.

## Opis
Rogata babica doseže dolžino do 15 cm. Samec ima znatno daljše nadočesne izrastke.

## Razširjenost
Rogata babica je pogosta priobalna vrsta, ki je razširjena po celem Sredozemlju, razen na skrajnem vzhodu, v Marmarskem in Črnem morju ter v vzhodnem Atlantiku, ob obalah Portugalske, Španije, Kanarskih otokov, Maroka, Na jug sega njeno življenjsko okolje do obal Gvineje. 
Običajno se zadržuje v brakičnih vodah, v rečnih estuarijih in deltah. Najraje ima peščeno dno, in dno zmerno poraščeno s podvodno vegetacijo. 
Med drstenjem samec izbere primerno mesto, kamor nato samice odložijo ikre, samec pa jih oplodi in čuva dokler se ne izležejo.